# Rivière (Indre-et-Loire)
Rivière ist eine französische Gemeinde mit 700 Einwohnern (Stand: 1. Januar 2022) im Département Indre-et-Loire in der Region Centre-Val de Loire. Sie gehört zum Arrondissement Chinon und zum Kanton Chinon. Die Einwohner werden Ripérains genannt.

## Geographie
Rivière liegt in der Touraine an der Vienne, die die nördliche Gemeindegrenze bildet, und am Veude, der die östliche Gemeindegrenze bildet. Umgeben wird Rivière von den Nachbargemeinden Chinon im Norden und Westen, Cravant-les-Côteaux im Nordosten, Anché im Osten sowie Ligré im Süden.

## Bevölkerungsentwicklung
| Jahr                       | 1962 | 1968 | 1975 | 1982 | 1990 | 1999 | 2006 | 2018 |
| Einwohner                  | 326  | 321  | 371  | 452  | 573  | 625  | 654  | 709  |
| Quellen: Cassini und INSEE |      |      |      |      |      |      |      |      |

## Sehenswürdigkeiten
- Kirche Notre-Dame

## Gemeindepartnerschaft
Mit der burkinischen Gemeinde Ouéguédo besteht seit 1994 eine Partnerschaft.